# Euchone scotiarum
Euchone scotiarum är en ringmaskart som beskrevs av Hartman 1978. Euchone scotiarum ingår i släktet Euchone och familjen Sabellidae. Inga underarter finns listade i Catalogue of Life.